# Azelot
Azelot ist eine französische Gemeinde mit 417 Einwohnern (Stand: 1. Januar 2022) im Département Meurthe-et-Moselle in der Region Grand Est (bis 2015 Lothringen). Sie gehört zum Arrondissement Nancy und zum Kanton Jarville-la-Malgrange. Die Einwohner werden Azelotais genannt.

## Geografie
Azelot liegt etwa 13 Kilometer südsüdöstlich von Nancy. Umgeben wird Azelot von den Nachbargemeinden Lupcourt im Norden, Ville-en-Vermois im Nordosten, Burthecourt-aux-Chênes im Osten und Südosten sowie Flavigny-sur-Moselle im Süden und Westen.
Im Gemeindegebiet liegt der Flugplatz Nancy-Azelot.

## Bevölkerungsentwicklung
| Jahr                       | 1962 | 1968 | 1975 | 1982 | 1990 | 1999 | 2006 | 2019 |
| Einwohner                  | 107  | 115  | 165  | 353  | 342  | 360  | 405  | 424  |
| Quellen: Cassini und INSEE |      |      |      |      |      |      |      |      |

## Sehenswürdigkeiten
- Kirche Saint-Laurent aus dem 13. Jahrhundert, Anbauten aus dem 16. Jahrhundert, Monument historique

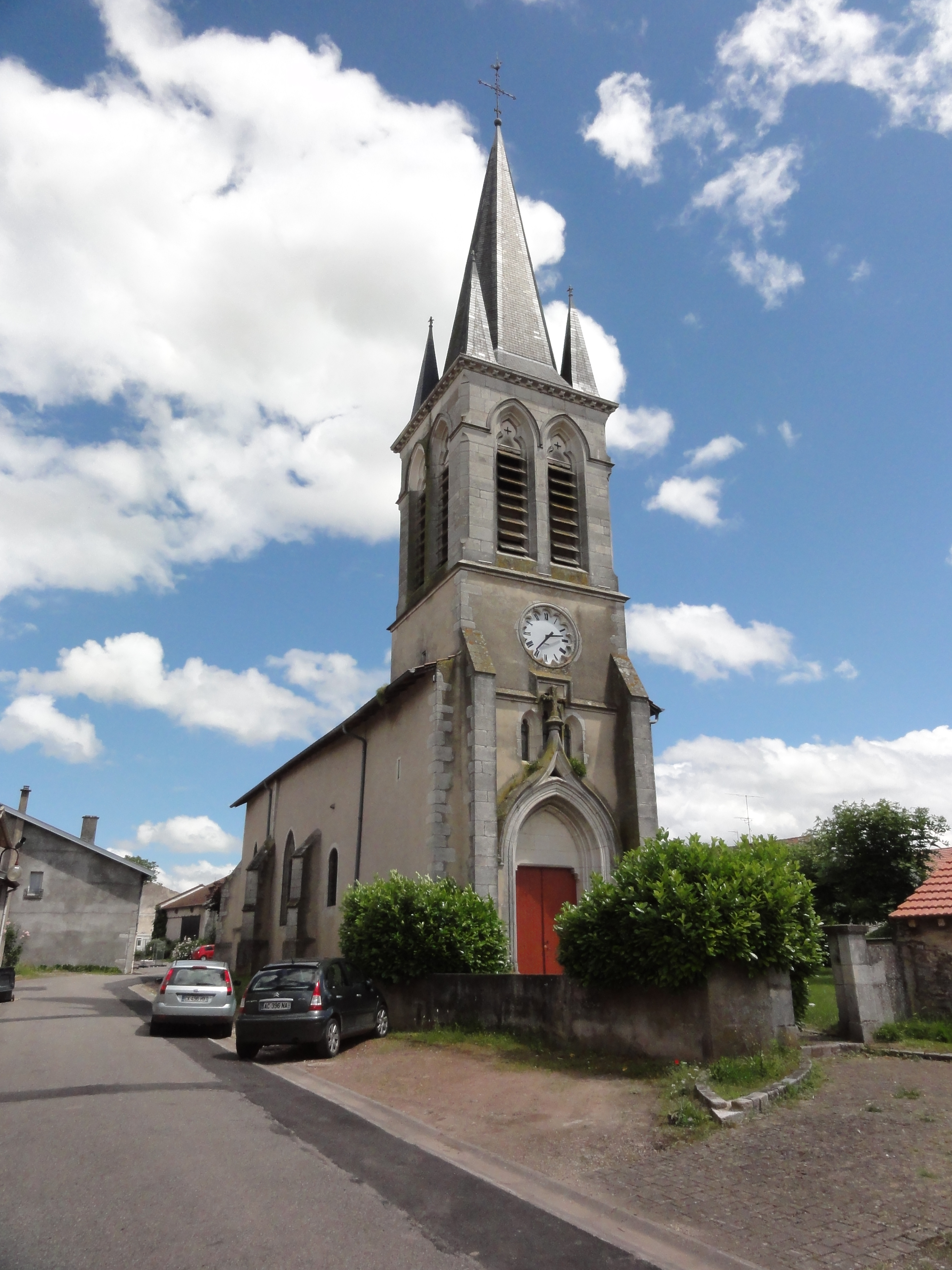
Kirche Saint-Laurent